# Tahnoon Al-Zaabi
Tahnoon Al-Zaabi (Abu Dabi, 10 de abril de 1999) es un futbolista emiratí que juega en la demarcación de centrocampista para el Al-Wasl FC de la UAE Pro League.

## Selección nacional
El 12 de octubre de 2020 hizo su debut con la selección de Emiratos Árabes Unidos en un partido amistoso contra Uzbekistán que finalizó con un resultado de 1-2 a favor del combinado uzbeko tras el gol de Sebastián Tagliabúe para el combinado emiratí, y un doblete de Igor Sergeev para Uzbekistán.

## Clubes
| Club        | País                   | Año       | Partidos | Goles |
| ----------- | ---------------------- | --------- | -------- | ----- |
| Al Wahda FC | Emiratos Árabes Unidos | 2020-2024 | 137      | 6     |
| Al-Wasl FC  | Emiratos Árabes Unidos | 2024-     |          |       |